# Radovan Vítek
Radovan Vítek (* 22. Januar 1971 in Nové Město na Moravě) ist ein tschechischer Milliardär und Immobilieninvestor.

## Karriere
Radovan Vítek begann seine Karriere in der Slowakei zu Beginn der 1990er Jahre mit der sogenannten Coupon-Privatisierung, durch welche die Marktwirtschaft in der Slowakei eingeführt wurde. Mit drei Partnern gründete Radovan Vítek eine Firma, die mit den Coupons handelte. Im Jahr 1997 kehrte er in die Tschechische Republik zurück, um eine Genossenschaft zu übernehmen, die ein umfangreiches Immobilienportfolio besaß.
Im Jahr 1996 erwarb Vitek den Investmentfonds Boleslavsko, den er in sein wichtigstes Immobilien-Investmentvehikel (heute CPI) umwandelte. In den frühen 2000er Jahren erwarb CPI ein breites Portfolio von Immobilien und Grundstücken in der Tschechischen Republik und der Slowakei. Sein Hauptaugenmerk galt dem sich schnell entwickelnden Einzelhandelssektor, da sich die Tschechische Republik auf den Beitritt zur Europäischen Union im Mai 2004 vorbereitete. Während des wirtschaftlichen Abschwungs und in Ermangelung konkurrierender Bieter erhöhte Vitek seine Investitionen in das Bürosegment erheblich.
2010 kaufte Radovan Vítek Schulden der tschechischen Lotteriegesellschaft Sazka, die in finanzielle Schwierigkeiten geraten war, und setzte das Unternehmen darauf unter Druck. Im Anschluss verkaufte Vitek seine Anteile an Petr Kellner.
Im Jahr 2014 gründete Radovan CPI Property Group (CPIPG) in seiner heutigen Form durch den Zusammenschluss von CPI und der GSG, einem Eigentümer-Betreiber von Gewerbeimmobilien in Berlin.
Über eine Tochtergesellschaft besitzt und betreibt die CPI Skilifte, Geschäfte, Restaurants und andere Unternehmen im Schweizer Skigebiet Crans-Montana. Während der Skisaison 2018 schloss die Tochtergesellschaft der CPI und Eigentümerin von Skiliften, Läden und Restaurants, die Remontees Mecaniques Crans-Montana Aminona SA (CMA), die Skilifte, weil der Gemeinderat eine Vereinbarung über die Zahlung von 800.000 Schweizer Franken an CMA für die Kosten einer späten Saisonöffnung und die Durchführung von Weltcup-Rennen nicht einhalten wollte.
Im Dezember 2021 kündigte die CPIPG an, ein Kaufangebot für die Immofinanz zu unterbreiten.

## Privates
Vítek ist zum zweiten Mal verheiratet, hat vier Kinder und lebt in Crans-Montana in der Schweiz.
Im Mai 2015 kaufte er Rydinghurst, ein Haus aus dem 17. Jahrhundert und ein 200 Hektar großes Anwesen in Surrey, England, vom britischen Rockstar Ringo Starr für 13,5 Millionen Pfund, damit seine Kinder in England ausgebildet werden können. Zudem besitzt er ein Haus in Belgravia, London.

## Vermögen
Im September 2020 schätzte Forbes sein Vermögen auf 4.4 Milliarden US-Dollar, im Dezember 2021 auf 4.6 Milliarden US-Dollar.